# Hie-szentély

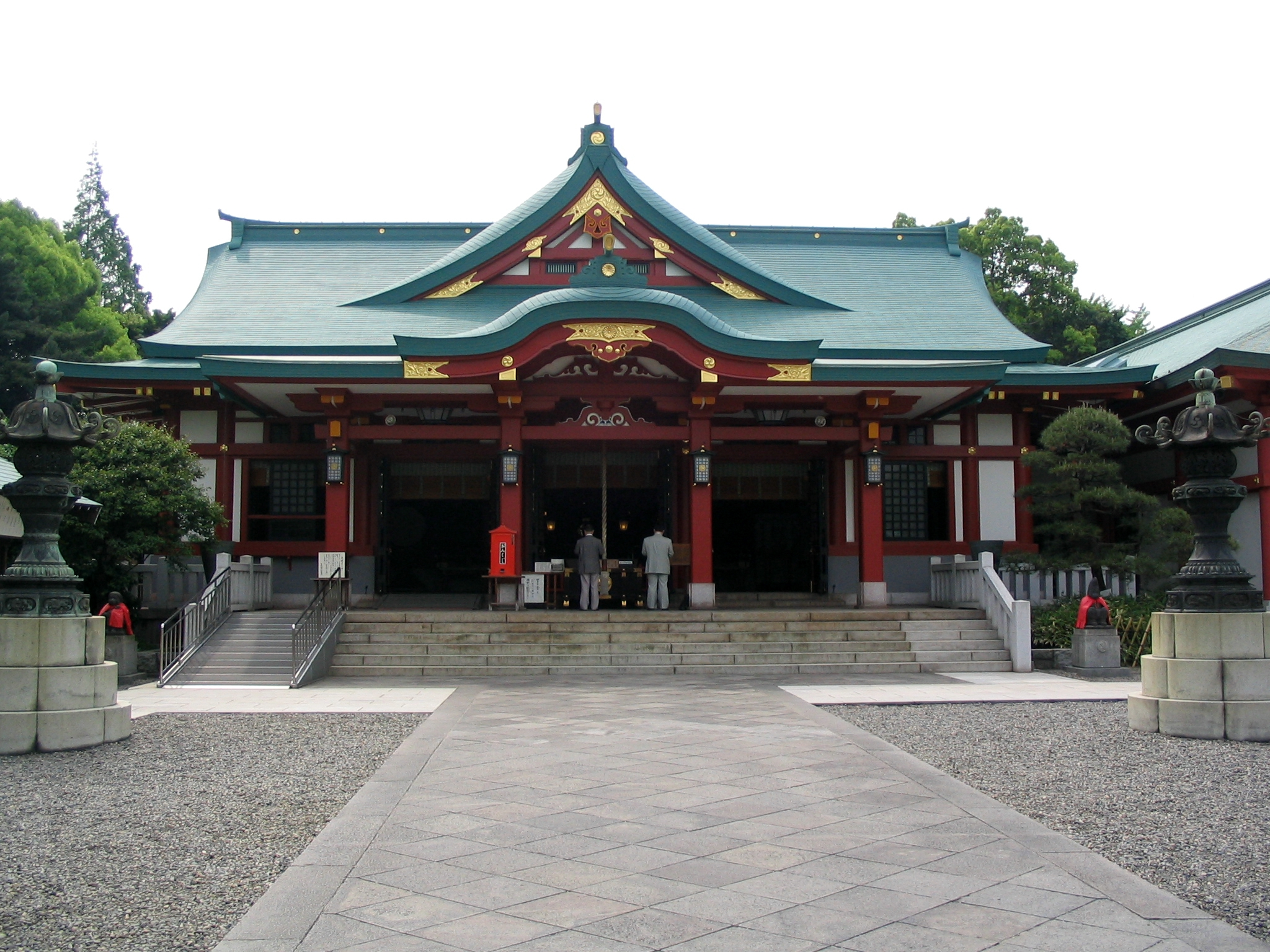

A Hie-szentély (japánul: 日枝神社, Hie dzsindzsa, Hepburn-átírással: Hie jinja) a tokiói sintó szentélyek egyik legnevezetesebbike Akaszakában, a Hiei-hegyi Hie-nagyszentély „fiókintézménye”, mivel mindkettő a szent hegy kamiját, Ójamakuit testesíti meg, akit a Tokugava-sógunátus Edo (Tokió) oltalmazójának is tekintett. A hozzá vezető kőlépcső számtalan kis torii (kapu) alatt húzódik, melyeken a szentélykami hírnökének, a majomnak (ritka) ábrázolatai láthatók. Ünnepét, a szannó macurit június 7. és 16. között tartják, minden második évben, a Kanda macurival váltakozva.